# Museu Kunsthal
Museu Kunsthal (kʏnstɦɑl) é um museu localizado na cidade de Roterdão, inaugurado em 1992. O museu está localizado no Museumpark of Rotterdam, próximo do Natuurhistorisch Museum Rotterdam e do Museu Boijmans Van Beuningen. O edifício foi projetado pelo arquiteto holandês Rem Koolhaas.
O Museu Kunsthal não tem uma coleção permanente, mas organiza uma grande variedade de exposições temporárias. Possui um grande espaço de 3.200 m², permitindo várias exposições em paralelo.

## Roubo
Quatro romenos foram condenados pelo assalto à galeria Kunsthal em 16 de outubro de 2012, que levou ao desaparecimento da obra “Cabeça de Arlerquim”, de Picasso, então avaliada em 800 mil euros, e de mais seis pinturas de artistas como Monet, Gauguin e Matisse, num valor total estimado de 18 milhões de euros.